# 大犬座NR
HD 58954，又名BD-17 1980，SAO 152894、HR 2853，是一颗恒星，视星等为5.63，位于銀經232.83，銀緯-0.49，其B1900.0坐标为赤經7h 22m 40.6s，赤緯-17° -0.49′ 48″。